# Гекони пелюсткопалі
Гекони пелюсткопалі (Rhacodactylus) — рід геконів з підродини Диплодактилінів. Має 6 видів. Інші назви «новокаледонський гекон», «гекон-бананоїд».

## Опис
Представники цього роду сягають загальною довжини 20—30 см. Багато з видів пелюсткопалих геконів мають дуже гарний камуфляж, що складається з шкірних клаптів на стиснутому тулубі, химерні малюнки або гребенці на голові. Колір шкіри зливається з місцевістю й має жовтий, сірий, коричневий колір. пальці великі та добре розвинуті. На пальцях й хвості є прикріплюючи пластинки. Хвіст довгий та чіпкий. У цього роду геконів є в наявності статевий диморфізм — самці зазвичай більше за самок, окрім одного виду, коли самки більше за самців. Також самці мають преанальні пори більше за самиць.

## Спосіб життя
Живуть у лісистій місцевості. Майже весь час проводять на деревах. Активні вночі. Харчуються комахами, пташенятами. фруктами, зокрема бананами. Звідси одна з їх назв.  
Усі види пелюсткопалих геконів, окрім одного (Rhacodactylus trachyrhynchus), яйцекладні. 

## Розповсюдження
Це є ендеміком о.Нова Каледонія. Також зустрічається на невеличких островах поблизу.

## Види
- Rhacodactylus auriculatus
- Rhacodactylus chahoua
- Rhacodactylus ciliatus
- Rhacodactylus leachianus
- Rhacodactylus sarasinorum
- Rhacodactylus trachyrhynchus